# Finlands Svenska Scouter
Finlands Svenska Scouter (FiSSc) är en underavdelning till Finlands Scouter som organiserar svenskspråkiga scoutkårer i Finland. De svenskspråkiga scouterna är Finlands äldsta och startades innan sin finskspråkiga motsvarighet och har verkat i olika former sedan 1910.

## Åldersgrupper
- Vargunge (7-9 år)
- Äventyrsscout (10-12 år)
- Spejarscout (13-14 år)
- Explorerscout (15-17 år)
- Roverscout (18-25 år)